# Poporodowe zapalenie tarczycy
Poporodowe zapalenie tarczycy (łac. thyreoditis post partum), ciche zapalenie tarczycy – rzadkie, destrukcyjne zapalenie tarczycy o podłożu autoimmunologicznym.
Przebieg jest czterofazowy:
- I faza – przejściowa nadczynność z małym wychwytem jodu,
- II faza – przejściowa eutyreoza,
- III faza – niedoczynność,
- IV faza – powrót do eutyreozy.

Zapalenie może wystąpić samoistnie lub w okresie poporodowym.

## Definicja
Zaburzenia czynności tarczycy (przemijające lub trwałe) pojawiające się w pierwszym roku po porodzie.

## Epidemiologia
Choruje ok. 5% kobiet po porodzie.

## Obraz histologiczny[3]
Podostre limfocytowe zapalenie tarczycy.

## Diagnostyka
Poporodowe zapalenie tarczycy rozpoznaje się u ok. 50% kobiet, u których stwierdzono podczas ciąży podwyższony poziom przeciwciał anty-TPO. Jednocześnie, zwiększenie poziomu przeciwciał anty-TPO w czasie ciąży zwiększa ryzyko poronień samoistnych.
Oznaczenie poziomu przeciwciał może być wykorzystywane do ustalania rozpoznania, ale dużej czułości badania (ok. 90%) towarzyszy mała swoistość (ok. 50%). Mniejsze znaczenie diagnostyczne ma oznaczenie stężenia przeciwciał anty-Tg.
Nadczynności tarczycy, wyrażonej laboratoryjnie przez wzrost stężenia FT4 lub obniżenie stężenia TSH, towarzyszy niska jodochwytność i niewielki wzrost OB.

## Przebieg naturalny
W większości przypadków przebieg zapalenia jest bezbolesny i samoograniczający. Uszkodzenie tarczycy prowadzi do zwiększenia poziomu hormonów tarczycy w pierwszych tygodniach. Nadczynność tarczycy rzadko przechodzi w trwałą niedoczynność. Może współwystępować z depresją poporodową.

## Leczenie
W fazie nadczynności stosuje się β-blokery, w cięższych przypadkach – glikokortykosteroidy. Brak wskazań do stosowania leków tyreostatycznych, radiojodoterapii lub leczenia operacyjnego. Jeśli dochodzi do rozwoju niedoczynności tarczycy stosuje się leczenie substytucyjne L-tyroksyną.